# Балранолд (графство)
Графство Балранолд (англ. Balranald Shire) — район местного управления Нового Южного Уэльса в регионе Риверина в Австралии на шоссе Стёрт. В графстве находится объект Всемирного наследия — Национальный парк Манго. В графстве два города: Балранолд и Юстон. Также графство включает в себя еще пять административных районов: Кайалит, Клэр, Оксли, Пенари и Хатфилд.